# مسارات دوبامينية

المسارات الدوبامينية الرئيسية في الدماغ البشري.

المسارات الدوبامينية هي مجموعة من المسارات المكونة من ألياف عصبية في الدماغ، والتي تقوم باصطناع وإطلاق الناقل العصبي دوبامين. يطلق على العصبونات في هذه المسارات اسم العصبونات الدوبامينية، والتي تتميز بأن لها محاور تمتد على طول المسار. تقوم أجسام الخلايا العصبية بإنتاج الإنزيمات التي تساعد في إنتاج الدوبامين، والتي تنتقل عبر ألياف الإسقاط العصبية إلى وجهتها المشبكية، حيث يتحرر ويطلق أغلب الدوبامين. يتولد الدوبامين عادة في منطقة المادة السوداء داخل الدماغ، والتي تسمى بذلك بسبب وجود الميلانين، المادة الصباغية السوداء.
تلعب المسارات الدوبامينية دوراً في العديد من الوظائف، مثل الوظائف التنفيذية والتعلّم، بالإضافة إلى التحكم بنظام المكافأة والتحفيز. يؤدي حدوث خلل في إحدى مكونات هذه المسارات إلى الإصابة بعدد من الأمراض والعلات العصبية مثل مرض باركنسون، واضطراب نقص الانتباه مع فرط النشاط، والإدمان، ومتلازمة تململ الساقين.